# FC St. Gallen
FC St. Gallen är en schweizisk fotbollsklubb från staden Sankt Gallen i östra delen av Schweiz.

## Historia
FC St. Gallen är den nästa äldsta fotbollsklubben på det europeiska fastlandet (d.v.s. Europa bortsett Storbritannien) och Schweiz äldsta fotbollsklubb.

## Placering senaste säsonger
| Säsong  | Nivå | Liga                   | Placering | Referens | Notering |
| ------- | ---- | ---------------------- | --------- | -------- | -------- |
| 2021/22 | 1    | Schweiziska superligan | 5         | [ 1 ]    |          |
| 2022/23 | 1    | Schweiziska superligan | 6         | [ 2 ]    |          |
| 2023/24 | 1    | Schweiziska superligan | 5         | [ 3 ]    |          |

## Kända spelare
- Tranquillo Barnetta
- Jörg Stiel
- Marco Tardelli
- Hakan Yakin
- Ivan Zamorano